# Fontvannes
Fontvannes település Franciaországban, Aube megyében. Lakosainak száma 715 fő (2022. január 1.). Fontvannes Bucey-en-Othe, Dierrey-Saint-Julien, Macey és Messon községekkel határos.

## Népesség
A település népessége az elmúlt években az alábbi módon változott:
| Lakosok száma | 297  | 461  | 563  | 538  | 676  | 716  | 717  | 706  | 707  | 715  |
|               | 1968 | 1982 | 1990 | 2006 | 2013 | 2015 | 2017 | 2019 | 2020 | 2022 |